# 小大下島
小大下島（こおげしま）は、瀬戸内海のほぼ中央、芸予諸島に位置する有人島。愛媛県今治市に属する。地形図では、「こおおげしま」とふりがなが記載されているが、通常は「こおげしま」又は「こおげじま」と呼ぶ。

## 地理・自然
西に岡村島、東に大下島があり関前諸島を形成している。岡村島との間の海峡は小大下瀬戸（こおげのせと）と呼ばれる。島はほとんどが石灰岩で形成され、かつては盛んに採掘が行われた。採掘跡地には良質の水が湧き、水源地として利用され、海底管で西隣の岡村島へと送水されている。

## 歴史
かつては無人島で、草刈のための岡村島（岡村）と大下島（大下村）との入会地であったが、天保9年に二分された。文政2年頃から焼成が始まり、明治初期には石灰石の採掘が本格化した。第一次世界大戦当時には日本セメント、アサノセメント、住友鉱山など大手メーカーの鉱業所が立地し、大変な賑わい振りであった。戦後まもなくは、旅館、医院、遊技場もあり、芝居や映画もやってきたという。この賑わいは昭和30年頃まで続き、同年の国勢調査で人口665人とある。その後、露天掘りであり、海面下まで採掘が進み採掘量が減少し、鉱業所は閉鎖され、現在は漁業とミカン栽培中心の静かな島となっている。島内の各地に鉱山の遺跡が点在している。

## 社会
2019年（令和元年5月末日）の人口23人、18世帯。集落は島の北西岸にあり、フェリーの寄航する漁港もこの集落にある。島民の大半は高齢者で、小学校・中学校とも島内にはない。

## 行政
岡村島・大下島とともに越智郡関前村を形成していたが、今治市及び越智郡の10か町村とともに新・今治市となった。

## 交通

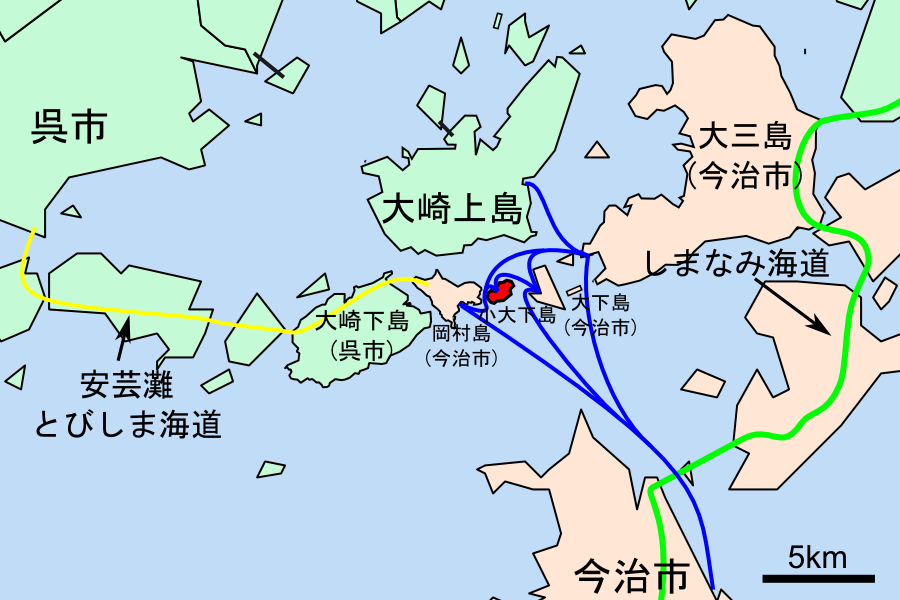
小大下島（赤色）の位置とアクセス。青線が関係航路、黄線が安芸灘とびしま海道

- 今治市営フェリー第二せきぜん／旅客船第三徳海
  - 今治港 - 大下港 - 小大下島 - 岡村港（岡村島）

市営フェリー／高速船の時刻表

## 産業
大下瀬戸は鯛、サワラ、サバなどの好漁場で、関前村漁業協同組合では2006年から怒（漁場の名）で獲れたサバを「怒サバ」（いかりさば）として売り出しを図っている。

## 名所
- 水源地
- 山神社